# كارل فريدلاندر
كارل فريدلاندر (بالألمانية: Carl Friedländer)‏ هو طبيب ألماني مختص في علم الأمراض وعلم الأحياء الدقيقة. ولد في 19 تشرين الثاني 1847 في بريغ في سيليزيا (في بولندا حاليا) وتوفي في 13 أيار 1887 في ميرانو في كونتية تيرول (في إيطاليا حاليا).
استهر كارل فريدلاندر بمساهمته في اكتشاف أن البكتيريا تسبب ذات الرئة عام 1882. كما كان أول من وصف مرض بورجر.
لاحظ إدوين كلبس وجود البكتيريا في الشعب الهوائية لشخص توفي بسبب ذات الرئة عام 1875، لكن كارل فريدلاندر لاحظ وجود الكلبسيلة الرئوية (كلبسيلة رئوية) في شخص يحتضر، مما جعله يضع ملاحظات بالخط العريض أن هذه البكتيريا هي المسببة لذات الرئة. كما لاحظ في 15 تشرين الثاني 1883 وجود المكيرات عند شخص مصاب بذات الرئة، مما ولد نقاشا حول البكتيريا المسببة لذات الرئة. في هذه المرة لاحظ وجود البكتيريا عند حوالي 50 مريضا آخرا مصابا بذات الرئة، أما الأشخاص المصابين بذات الرئة ولم تظهر لديهم عدوى بكتيرية فإنهم يعيشون أكثر وتكون وفاتهم في مرحلة متأخرة من المرض.
دون كارل فريدلاندر في ملاحظاته ضرورة استخدام صبغات خاصة (مثل صبغة غرام) لرؤية البكتيريا لأن الصبغات العادية الأخرى تحجب رؤية البكتيريا. نتيجة لاكتشافاته كانت الكلبسيلة الرئوية تسمى أحيانا جرثومة فريدلاندر أو عصية فريدلاندر. في الحقيقة، ليس من الواضح فيم إذا كان فريدلاندر قد لاحظ الكليبسيلا في كل الحالات، ربما كانت المكورة الرئوية.
في عام 1886، قدم الأمبولة لاستخدامها في الطب.
توفي في عمر 39 أو 40 بسبب معاناة من مرض تنفسي، قد يكون السبب تلك الجرثومة التي اكتشفها ("عصية فريدلاندر").